# Проповедь Скарги
«Про́поведь Ска́рги» (пол. Kazanie Skargi) — картина польского художника Яна Матейко, написанная в 1864 году.

## Сюжет и персонажи
Сюжет картины — проповедь придворного проповедника короля Речи Посполитой Сигизмунда III Петра Скарги. Пётр Скарга был известен как выдающийся оратор, иезуит, яростный защитник католицизма. Он был одним из инициаторов заключения Брестской унии.
Главный герой картины стоит справа, его жест подчёркнут ярким пятном за ним, ярким светом на лице и руках в противоположность тусклому жёлтому свету на окружающих. Он возвышается над неподвижной аудиторией. Матейко показал различные реакции слушателей на слова проповедника. Иные заслушались речью Скарги, другие откровенно спят. И это различие, по мнению художника, вызвано отношением каждого персонажа к судьбе Польши.
Своеобразным антиподом Скарги показан король Сигизмунд III, сидящий в кресле, внизу. Король безучастен к действию, его глаза полузакрыты и молитвенник, кажется, ещё немного и выпадет из рук. За спинкой кресла короля видно лицо мальчика — это его сын, будущий король Владислав IV. Он внимательно слушает Скаргу.
В центре картины на ковре лежит брошенная перчатка. Это символ вызова аристократии королю. В середине картины стоят Януш Радзивилл, Миколай Зебжидовский и Станислав Стадницкий — участники будущего рокоша Зебжидовского, направленного против стремления короля ограничить шляхетские вольности (в реальности Скарга поддерживал усиление королевской власти).
Слева на возвышении стоит великий коронный гетман Ян Замойский. Слева в молитвенной позе опёрся на скрещенные пальцы рук архиепископ Станислав Карнковский, рядом — епископ Ипатий Поцей, также один из инициаторов Брестской унии. В руках держит шляпу Миколай Вольский, будущий великий коронный маршал.
За королём слушает проповедь королева Анна Ягеллонка. Рядом с ней в тёмно-синем платье и кружевах, закрыв глаза рукой стоит Елизавета Острожская (вероятно, это ошибка или пренебрежение художника историческими деталями — Скарга стал придворным проповедником в 1588 году, через 6 лет после смерти Острожской).
Справа в пурпурной мантии сидит кардинал Энрико Каэтани (или Гаэтани), рядом с ним видны профили двух депутатов Сейма. У ног Скарги сидит Ян Пётр Сапега.
Ян Матейко написал картину сразу после Польского восстания 1863 года, что усилило впечатление от картины на современников. Для картины позировал бывший участник Польского восстания 1830 года шляхтич Михаил Швейцер — Ян Матейко написал с него Петра Скаргу.